# Ermita de la Damunt
L'ermita de la Damunt és un edifici de Folgueroles (Osona) inclòs a l'Inventari del Patrimoni Arquitectònic de Catalunya.

## Descripció
Es tracta d'una capella situada al nord-est de la població. És de planta de nau única amb la capçalera lleugerament arrodonida. La façana és llisa i el capcer és coronat per un campanar torre i d'espadanya al cim el qual conserva només una campana. Al damunt hi ha una bola de pedra i un penell. El portal és d'arc de mig punt amb un trencaaigües motllurat que descansa sobre uns pilars rectangulars. Al damunt i a la torre s'hi obren dues finestres d'esqueixades. A la part d'esquerra de la nau s'hi adossa una capella. L'interior, després de la restauració, és auster. Materials constructius: pedra unida amb morter de calç, la façana és arrebossada i les obertures de pedra picada. L'estat de conservació és força bo.

## Història
Les primeres notícies de la capella provenen d'un llegat testamentari que data de 1231 i parla de Santa Maria la Superior. Antoni Pladevall ha formulat la hipòtesi que en aquest indret es devia trobar l'antiga església parroquial de Folgueroles, la qual al pas dels segles xi i xii es degué reedificar i se situà a l'emplaçament actual. És una possibilitat reforçada pel fet que fins a l'any 1723, cada diumenge, el rector de Folgueroles anava a celebrar-hi una missa. Caldrien, però, excavacions per a saber si en aquest indret, sense que aparentment hi hagi habitatges pròxims, un dia s'hi alçà una església parroquial. De totes maneres no queda en la Capella cap element romànic. Fou reformada al segle xvii. El gran poeta folguerolenc mossèn Cinto Verdaguer va inspirar el seu poema "L'Arpa" en aquesta ermita.